# Qeqertaq Avannarleq
Qeqertaq Avannarleq – nieoficjalna nazwa niewielkiej wyspy na Oceanie Arktycznym, położonej u północnych wybrzeży Grenlandii. Wyspa ma około 30 metrów szerokości i 60 metrów długości oraz wznosi się na wysokość od 3 do 4 m n.p.m. Została odkryta w lutym 2021 roku przez zespół naukowców z Uniwersytetu Kopenhaskiego podczas ekspedycji mającej na celu zbieranie próbek na wyspie Oodaaq. Qeqertaq Avannarleq jest położona około 780 metrów na północ od wyspy Oodaaq, co może czynić ją najbardziej wysuniętym na północ punktem lądu na Ziemi. Nazwa wyspy w języku grenlandzkim oznacza „najbardziej wysunięta na północ wyspa”.
Według kierownika ekspedycji, Mortena Rascha, wyspa składa się głównie z niewielkich kopców mułu i żwiru. Powstanie wyspy mogło być efektem silnego sztormu, który wraz z falami stopniowo przesuwał materiał z dna morskiego, powodując formowanie się lądu. Duńscy badacze uważają, że wyspa prawdopodobnie nie przetrwa długo.